# Airglow

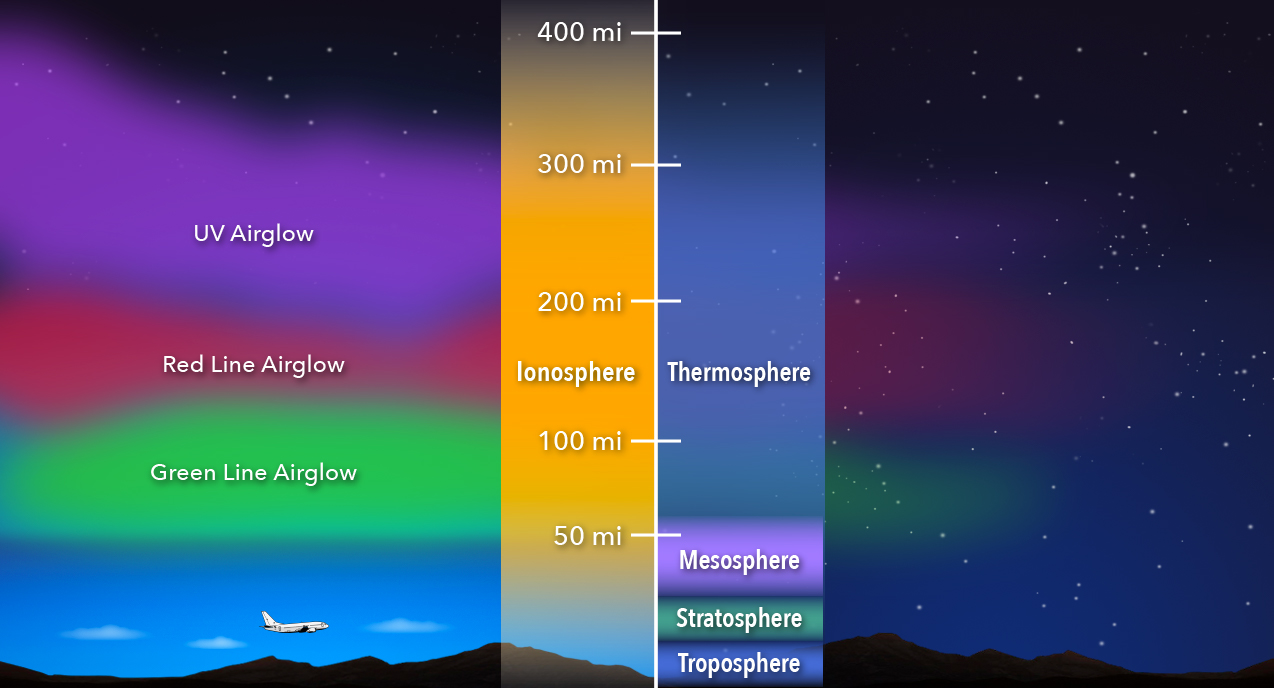

Airglow, engelska för "luftglöd", är ett mycket svagt ljus på natthimlen som har sitt ursprung i fotojonisation av atomer och molekyler i atmosfären. Dels sker denna jonisation genom solljuset under dagen (de joniserade partiklarna reagerar sedan med andra molekyler i atmosfären och orsakar kemoluminiscens), men en viss del beror på jonisation orsakad av kosmisk strålning och sker dygnet runt.
De dominerande färgerna hos airglow är grönt (våglängd 558 nm), vilket orsakas av fria syreatomer på en höjd av mellan 90 och 100 km över jordytan, blått som orsakas av syrgasmolekyler (O2) på ungefär 95 kilometers höjd och rött (630 nm) som också orsakas av syreatomer men på en höjd av 150 till 300 km. Därtill kommer gult ljus från natriumdubbletten vid 589 nm som en tunn linje på ungefär 92 kilometers höjd och därutöver ett stort antal spektrallinjer av diverse grundämnen, fria radikaler och föreningar som dock inte ger distinkta urskiljbara band på himlen.
Airglow är kraftigast före midnatt (egentligen är det kraftigast under dagen, men då är inte himlen mörk nog för att det skall kunna urskiljas) och avtar framåt morgonen allteftersom de joniserade atomernas och molekylernas antal avtar (speciellt minskar det röda ljuset under natten). Intensiteten varierar också med solens aktivitet och därmed med solens elvaårscykel.
Den första spektrallinjen från airglow anses ha upptäckts av Anders Ångström 1868.
Airglow skall inte blandas samman med polarsken (norrsken och sydsken), vilka orsakas av samverkan mellan jordens magnetfält och solvinden och som är enkla att observera med ögat.

Animering av rött airglow sammansatt av foton från ISS. Därunder ses ett blå-grön-gult band på 90-100 klometers höjd.
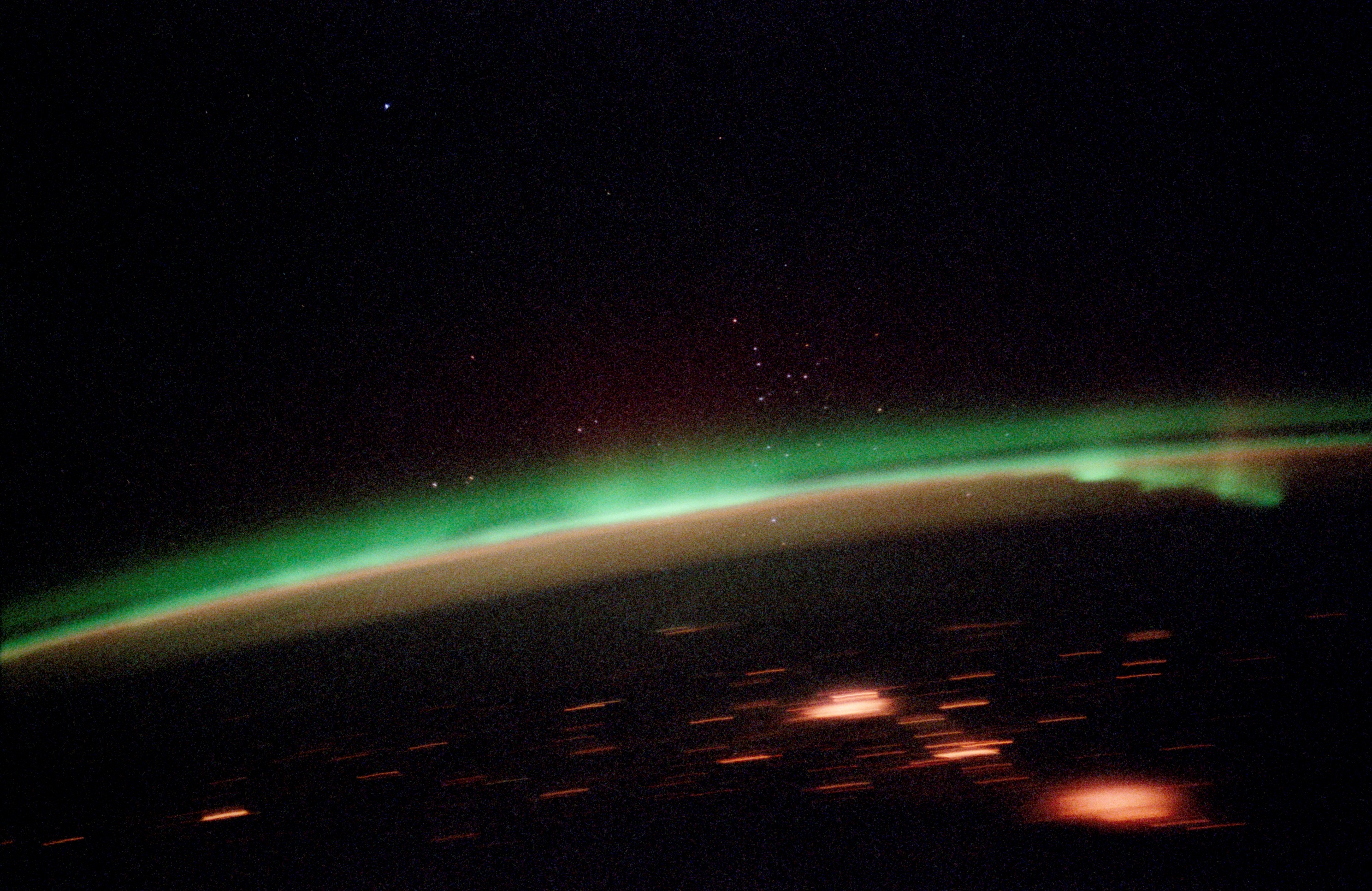
Grönt airglow fotograferat från rymdfärjan Endeavour.
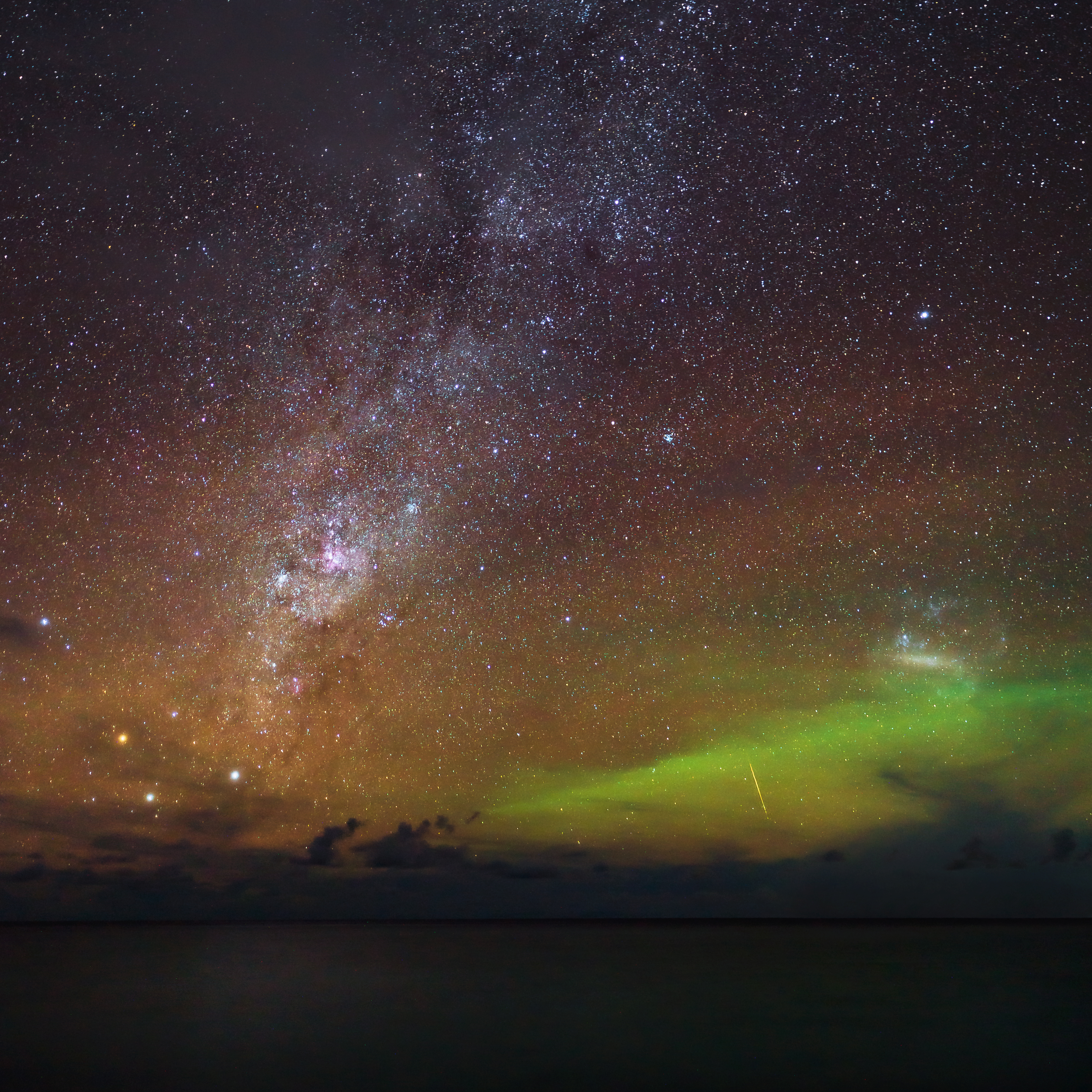
Airglow fotograferat från Maldiverna. (Det blåvita bandet är Vintergatan.)
Panorama vid La Silla-observatoriet med rött och grönt airglow. Den vita bågen är Vintergatan (vars krökning på bilden beror på panoramafotograferingen).